# Душан Бајски
Душан Бајски (рум. Dușan Baiski/Baiszki; рођен 11. марта 1955. у Великом Семиклушу, округ Тимиш) српски  и румунски је писац, публициста, новинар, песник, прозаиста, преводилац и есејиста, који се бави очувањем културне и духовне баштине Срба у Румунији, пре свега кроз књижевност.
Од 1990. члан је Савеза румунских писаца, а од 2019. године је члан Уније професионалних новинара Румуније. Главни и одговорни уредник часописа за историјску културу „Морисена“.

## Биографија и каријера
Похађао је основну школу у Чанаду (1962-1970), занатлијску школу при Лицеју Електромотор (1970-1973), Уметничку школу (1971-1974) и Филолошко-историјску гимназију (1974-1979) у Темишвару. Крајем деведесетих година је дипломирао на Секцији за менаџмент на Open University Business School у Великој Британији. Од 1991. године је уредник (шеф економског одељења) у темишварском недељнику за информацију и забаву Agenda. Иницијатор је и главни координатор дигиталног вишејезичког часописа Банат-медија, директор Регионалног центра Културни пројекат Растко – Библиотека Срба у Румунији на Интернету и реализатор сајта Библиотека – Банат. Дебитовао је у књижевности научно-фантастичном приповетком Meşterul Manole (Неимар Маноле) у темишварском часопису Forum studenţesc. Током година је сарађивао и сарађује у часописима у земљи и у иностранству: Банатске новине, Књижевни живот, Наша реч, Orizont, Paradox, Realitatea bănăţeană, Renaşterea bănăţeană, Ştiinţa şi tehnica, Helion; Књижевна реч, Стремљења, Tribuna tineretului, Observator и др. Пише на румунском и српском, а преводи са српског на румунски језик. Члан је Савеза писаца Румуније, Удружења професионалних писаца у Румунији и Културног друштва Банатул. О његовим радовима су писали Иво Мунћан, Мирча Јоргулеску, Ђеорђе Секешан, Ђерђ Мандич, Миомир Тодоров, Јоан Холбан, Адријан Дину Ракиеру, Чедомир Миленовић, Љубинка Перинац Станков и др. Заступљен је у антологијама и изборима: Из књижевности Срба у Румунији, Anatomia unei secunde, У плавом кругу звезда, Наша поезија у дијаспори, Из дечје собе, Zona, Језик рода мог, Generaţia 80 în proza scurtă, Porumbelul de argilă, Косово српска света земља и укључен у лексиконе Срби у свету – ко је ко 1996/99 и Who is who în România 2002, као и у књижевни и лингвистички речник Scriitori şi lingvişti timişoreni. Живи у Темишвару.
Издавачки деби имао је у часопису Студентски форум из Темишвара, са научно фантастичном причом „Мајстор Маноле“. Уредништво је почело 1984. године радом „Изоловани тушеви“. 
Сарађивао је са разним издавачима у Румунији: Студентски форум, Хоризонт, Парадокс, Хелион, Књижевни живот, Радио Темишвар, Радио Букурешт, Наука и техника, Банатска ренесанса, Банатска стварност, Банатске новине, Оријентације (Галац), Као да (Арад).
У иностранству је сарађивао са часописима Наша реч, Омладинска трибина, Књижевна реч, Стремљења у Југославији и Обсерватор у Немачкој.